# Benzotrichlorid
Benzotrichlorid, systematickým názvem (trichlormethyl)benzen, je organická sloučenina se vzorcem C6H5CCl3. Používá se jako metiprodukt při přípravě dalších látek, například barviv.

## Příprava a výroba
Benzotrichlorid se vyrábí radikálovou chlorací toluenu; katalyzátorem může být například dibenzoylperoxid. V průběhu reakce vznikají dva meziprodukty:
C6H5CH3 + Cl2 → C6H5CH2Cl + HCl
C6H5CH2Cl + Cl2 → C6H5CHCl2 + HCl
C6H5CHCl2 + Cl2 → C6H5CCl3 + HCl

## Použití
Benzotrichlorid se částečně hydrolyzuje za vzniku benzoylchloridu:
C6H5CCl3 + H2O → C6H5C(O)Cl + 2 HCl
Využívá se také přeměna benzotrichloridu na benzotrifluorid (trifluortoluen), který je prekurzorem některých pesticidů.
C6H5CCl3 + 3 KF → C6H5CF3 + 3 KCl